# Sphagnum sordidum
Sphagnum sordidum là một loài rêu trong họ Sphagnaceae. Loài này được Müll. Hal. ex Warnst. mô tả khoa học đầu tiên năm 1899.